# Логинов, Фёдор Георгиевич
Ло́гинов Фёдор Гео́ргиевич ( [19] февраля 1900, село Немчуга, Новгородская губерния — 2 августа 1958 года, Москва) — начальник строительства Сталинградской ГЭС с 1950 по 1954 гг. Основатель города Волжский (Волгоградская область).

## Биография
Родился в крестьянской семье. Русский. Член РКП(б) с 1925 года. В 1932 году окончил Ленинградский политехнический институт по специальности инженер-гидротехник. Трудовую деятельность начал в 11 лет учеником, а затем мастером в архитектурной и бондарной мастерских Петербурга.
В 1918 году вступил добровольно в Красную Армию. Участвовал в гражданской войне в должности помощника командира 1-го полка Особой Уральской дивизии на Восточном, а затем Врангелевском фронтах. С 1923 года на руководящей хозяйственной работе. В 1928—1932 гг. студент Ленинградского политехнического института. С 1932 года производитель работ на строительстве Баксанской ГЭС в Кабардино-Балкарии, затем на строительстве Средневолжских гидростанций.
С 1936 года работал на строительстве каскада Чирчикских ГЭС в Узбекистане. С ноября 1937 года начальник строительства Чирчикской гидроэлектростанции в Узбекской ССР. С 1940 года председатель Госплана Узбекской ССР и одновременно заместитель Председателя СНК республики. С ноября 1941 года секретарь ЦК КП(б) Узбекистана по энергетике, топливу и электропромышленности. С ноября 1942 года заместитель наркома (с марта 1946 года — министра) электростанций СССР, одновременно в феврале 1944 — ноябре 1946 гг. начальник Днепростроя, а с 1950 года начальник строительства Сталинградской ГЭС.
С ноября 1954 года — министр строительства электростанций СССР. С мая 1957 года — первый заместитель министра электростанций СССР.
Похоронен в Москве на Новодевичьем кладбище.
Именем Логинова названы Волжская ГЭС, Чирчикская ГЭС, центральный стадион и школа № 1 в Волжском, а также ряд улиц в разных городах. В городе Волжский в 1986 году был установлен памятник Логинову.

## Награды
- Три ордена Ленина
- Орден «Знак Почёта»